# Nes kommun, Sør-Trøndelag
Nes kommun (norska: Nes kommune) var en kommun i Sør-Trøndelag fylke i Norge. Kommunen omfattade den nordvästra delen av nuvarande Ørlands kommun. Byn Nes utgjorde kommunens centralort.

## Administrativ historik
Nes kommun upprättades den 1 januari 1899 genom utbrytning ur Bjugns kommun. Kommunen hade 1 285 invånare vid upprättandet.
Den 1 januari 1964 gick kommunen, tillsammans med Jøssunds kommun och en del av Stjørna kommun, åter upp i Bjugns kommun. Kommunens hade då 1 107 invånare.
Området utgör sedan den 1 januari 2020 en del av Ørlands kommun.

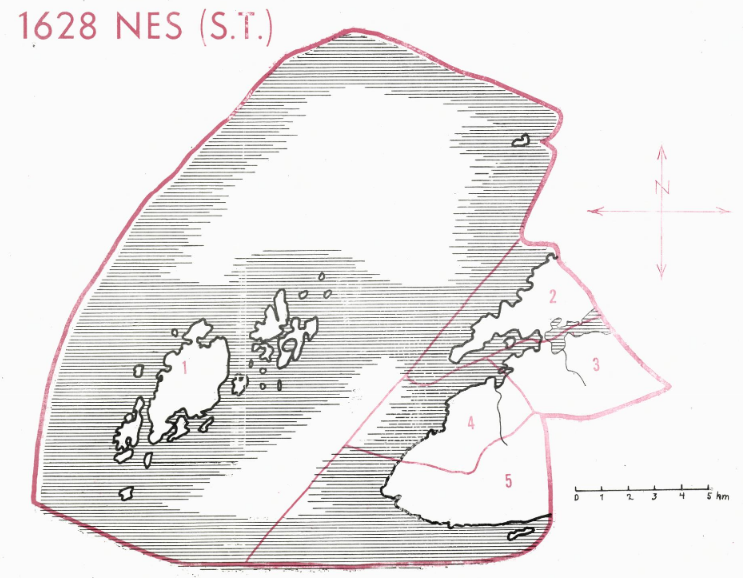
Karta över den tidigare kommunen som den såg ut 1960. Området utgör idag en del av Ørlands kommun.